# Tangutes

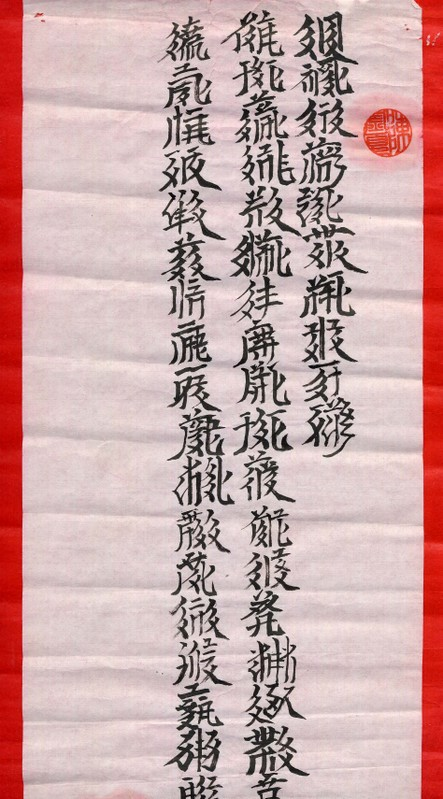
Amostra da escrita Xi-Xia (西夏文), utilizada pelos tangutes

Os tangutes identificados com o estado de Xia Ocidental foram considerados tradicionalmente um grupo étnico qiang que teria se deslocado ao noroeste da China antes do século X. Pesquisas recentes, no entanto, indicam que o termo "tangute" provavelmente representava os donghus, com o sufixo "-t", em mongol, significando "povo". Enquanto "Donghu" seria uma transcrição para o chinês, seu equivalente mongol era "Tünghu".